# 船津村 (岡山県)
船津村（ふなつそん）は、岡山県真庭郡にあった村。現在の真庭市旦土、野原、舞高、吉及び、久米郡美咲町西に当たる。このうち久米郡美咲町西は落合町吉より分立した地域である。

## 歴史
- 1889年（明治22年）6月1日 - 町村制施行に伴い、真島郡旦土村、野原村、舞高村、吉村が合併して船津村となる。大字旦土に役場を置く。
- 1900年（明治33年）4月1日 - 真島郡が大庭郡と合併し、真庭郡となる。船津村は真庭郡所属となる。
- 1904年（明治37年）6月1日 - 真庭郡上田村と合併し津田村が発足。同日船津村廃止。
- 1955年（昭和30年）1月1日 - 津田村が真庭郡落合町（2代）、川東村、木山村、河内村、美川村と合併し、新たに落合町（3代）となる。
- 1961年（昭和36年）10月1日 - 落合町のうち旧船津村の一部である大字吉の一部区域を久米郡旭町に編入（現在の美咲町西）。

## 大字
落合町成立後に一部分離した区域を除いて現在は真庭市の大字として存続している。
- 旦土（だんど） 〒719-3133：現在は真庭市旦土
- 野原（のはら） 〒719-3134：現在は真庭市野原
- 舞高（まいたか） 〒719-3135：現在は真庭市舞高
- 吉（よし） 〒719-3136：現在は真庭市吉
  - 一部は現在は久米郡美咲町西（〒709-3405）